# Casalgrande
Casalgrande (Càsalgrând en el dialecto local del emiliano-romañol) es una comuna italiana ubicada en la provincia de Reggio Emilia de la región de Emilia-Romaña.
En 2022, el municipio tenía una población de 18 869 habitantes.
Se ubica unos 10 km al sureste de la capital provincial Reggio Emilia y unos 10 km al suroeste de Módena.

## Historia
Se conoce la existencia del pueblo desde época medieval, cuando se ubicaba en una zona repartida en pequeños feudos. A finales del siglo XII toda la zona pasó a depender de la familia güelfa Fogliani. En 1409 fue ocupado el pueblo por las tropas de Nicolás III de Este, quien en 1413 lo entregó a Alberto Della Sala, un noble de Ferrara que dio a Casalgrande el estatus de feudo. Tras fallecer Della Sala sin descendencia, Casalgrande pasó a pertenecer a los condes de Scandiano. En 1555, durante la guerra italiana de 1551-1559, tuvo lugar aquí un notable asedio de las tropas de Carlos I de España. Tras el fallecimiento del último señor de Scandiano y Casalgrande sin descendencia en 1560, el pueblo volvió a ser gobernado directamente por la Cámara Ducal, que durante los dos siglos siguientes lo fue entregando a varias familias nobles como un marquesado, sin llegar a formar un gobierno estable.
El feudo fue abolido por Napoleón al invadir la zona en 1795. Las dos décadas de ocupación napoleónica provocaron graves daños en el pueblo, hasta el punto de que, tras recuperar Módena el control de la zona en 1815, el duque Francisco IV declaró a Casalgrande como una pedanía de Scandiano y no como un municipio separado. Tras la disolución del ducado, en 1859 el gobernador provisional de la región Luigi Carlo Farini restauró el municipio de Casalgrande.

## Demografía
| Gráfica de evolución demográfica de Casalgrande entre 1861 y 2001 |
|                                                                   |
| Fuente ISTAT - elaboración gráfica de Wikipedia                   |